# Blausieb

Raupe und Gang

Das Blausieb oder auch Kastanienbohrer (Zeuzera pyrina) ist ein Schmetterling (Nachtfalter) aus der Familie der Holzbohrer (Cossidae).

## Merkmale
Das Weibchen erreicht eine Flügelspannweite von 35 bis 60 Millimeter, während die Männchen im Durchschnitt nur auf ca. 46 Millimeter kommen. Die Flügel haben eine weiße Grundfärbung, auf der dunkel blau-schillernde Punkte mehr oder weniger regelmäßig angeordnet sind. Am Thorax sind zwei Reihen zu je drei blau-schillernden Punkten erkennbar. Bei dem Männchen sind die Fühler nur bis zur Hälfte beidseitig gekämmt, darüber hinaus sind sie fadenförmig. Die Weibchen haben nur fadenförmige Fühler.
Die Raupen werden ca. 50 Millimeter lang. Sie sind gelb gefärbt und haben einen dunkelbraunen Kopf und Nackenschild. Am Körper tragen sie dunkelbraune Punktwarzen, aus denen sehr feine, kurze Borsten wachsen.

### Unterarten
- Zeuzera pyrina biebingeri W. & A. Speidel, 1986[2]
- Zeuzera pyrina pyrina (Linnaeus 1761)[2]

## Vorkommen
Die Tiere kommen in ganz Europa vor und bewohnen sehr unterschiedliche Lebensräume. Man findet diese Art in Obstgärten, an Waldrändern, in Parkanlagen, Gärten und relativ jungen Alleen und Baumschulen.

## Lebensweise

### Flug- und Raupenzeiten
Die nachtaktiven Falter fliegen von Anfang Juni bis Ende August, die Raupe lebt vom August bis zum Juni des übernächsten Jahres.

### Nahrung der Raupen
Die Raupen ernähren sich vom Holz verschiedener Laubbäume, wobei sie in ca. 150 Laubhölzern gefunden wurden. Häufig fressen sie in Rotbuche (Fagus sylvatica), Kulturapfel (Malus domestica), Faulbaum (Frangula alnus), Gemeine Esche (Fraxinus excelsior) und Gewöhnliche Rosskastanie (Aesculus hippocastanum). Man findet sie auch häufig in Zweigen der Weißbeerigen Mistel (Viscum album), im Osten Österreichs auch in der dort häufigen Eichenmistel (Loranthus europaeus). Im Allgemeinen werden junge Pflanzen und dünne Äste bevorzugt.

## Entwicklung
Nach der Paarung legen die Weibchen mittels ihrer Legestachel die Eier einzeln tief in Rindenspalten der Futterpflanzen. Die daraus schlüpfenden Raupen findet man von August bis April. Sie beißen Löcher und bohren sich in junge Stämme und Äste ein. Meistens stirbt der Baum dadurch, was in Obstplantagen große Schäden verursachen kann. Je älter sie werden, desto dicker müssen die Äste sein, jedoch halten die Raupen sich stets an junge Triebe. Am Ende ihrer Entwicklung lebt die Raupe in einem 30 Zentimeter langen und ca. einen Zentimeter breiten Gang, der in der Regel nach unten verläuft. An dessen Ende befindet sich die Puppenkammer, die mit einem sehr lockeren Gespinst ausgekleidet ist. In dieser Kammer überwintern sie, wobei der Kopf immer nach unten zeigt. Erst im Frühjahr verpuppen sie sich. Die Puppe ist sehr beweglich und kann mit Hilfe der Dörnchenringe um die Hinterleibssegmente und Dornen am Hinterleibsende im Fraßgang auf und ab wandern. Zum Schlüpfen kriecht sie nach oben und durchstößt einen aus Spänen und Gespinstfäden hergestellten Pfropfen an der zuvor von der Raupe genagten Öffnung. Die gesamte Entwicklung dieser Tiere dauert zwei bis drei Jahre.